# Pedro Miguel da Câmara Pinheiro
Pedro Miguel da Câmara Pinheiro (Vila Nova de Gaia, 17 de Fevereiro de 1977) é um futebolista português, que joga habitualmente a médio.
Já actuou em diversos clubes dos vários escalões do futebol português. No início da época 2009/2010 deixou o Clube Desportivo Trofense, para representar o Clube Desportivo Feirense.